# Marc Guggenheim

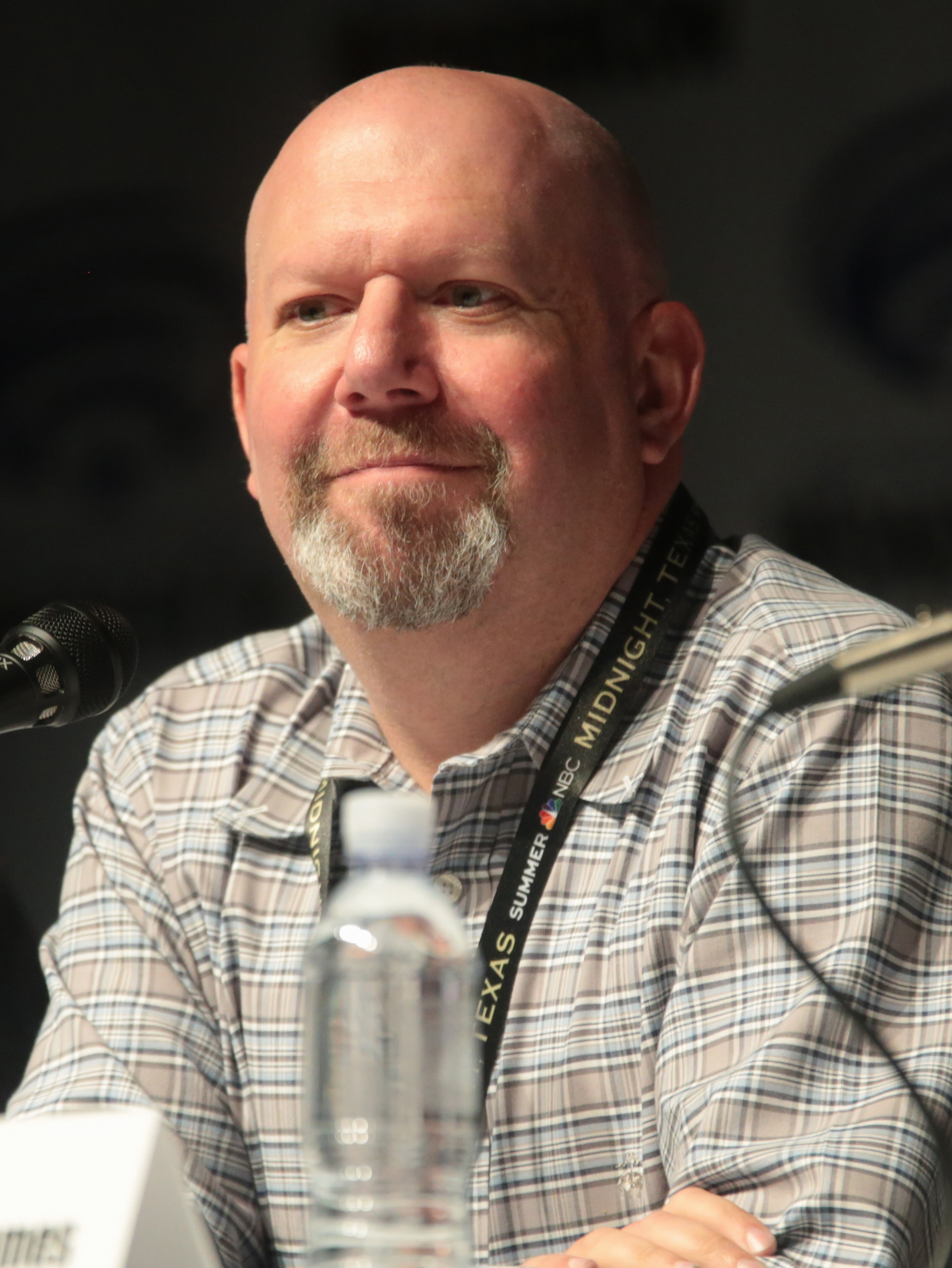
Marc Guggenheim bei der WonderCon 2017

Marc Guggenheim (* 24. September 1970 in Long Island, New York) ist ein US-amerikanischer Drehbuchautor, Fernsehproduzent und Comicautor. Er war Co-Showrunner der Fernsehserie Arrow.

## Leben
Marc Guggenheim wurde in Long Island im US-Bundesstaat New York geboren und wuchs dort auf. Dort arbeitete er mehr als fünf Jahre als Rechtsanwalt, was ihm 2001 zu seiner ersten Anstellung als Drehbuchautor bei der Fernsehserie Practice – Die Anwälte verhalf. Daraufhin schrieb er drei Staffeln im Autorenraum von Law & Order. Es folgten Drehbücher für Jack & Bobby und CSI: Miami. Gemeinsam mit Greg Berlanti, den Guggenheim bei den Arbeiten an Jack & Bobby kennengelernt hatte, entwickelte er die Anwaltsserie Eli Stone, die für einen Writers Guild Award nominiert war. 2011 schrieb er die Comicverfilmung Green Lantern, erneut mit Berlanti. Von 2012 bis 2020 waren Guggenheim und Berlanti Showrunner der CW-Fernsehserie Arrow. 2013 war er an der Literaturverfilmung Percy Jackson – Im Bann des Zyklopen als Drehbuchautor beteiligt. Von 2016 bis 2021 war Guggenheim an allen Teilen des von Guillermo del Toro geschaffenen Serienuniversums Geschichten aus Arcadia als Drehbuchautor sowie bei den drei Serien zusätzlich auch als Produzent tätig.
Nachdem Guggenheim bereits 1990 ein Praktikum bei Marvel absolviert und während dieser Zeit einige Comicseiten coloriert hatte, schrieb Guggenheim ab 2005 beginnend mit zwei Ausgaben von Aquaman für DC professionell Comics. Seitdem schrieb er unter anderem für Marvels Wolverine, Punisher und Blade. 2006 übernahm Guggenheim die Comicserie The Flash. 2007 wurde Guggenheim einer der Comicautoren von Spider-Man. Mit Resurrection veröffentlichte Guggenheim bei Oni Press 2010 seine erste eigene Comicserie.
Guggenheim schrieb die Handlung mehrerer Computerspiele. Unter anderem 2005 für Perfect Dark Zero, 2006 Call of Duty 3, 2009 für das Spiel zum Film X-Men Origins: Wolverine und 2010 für Singularity. Seine Arbeit an X-Men Origins: Wolverine wurde 2010 für einen Writers Guild Award nominiert.
Marc Guggenheim ist seit mehr als zehn Jahren mit der Drehbuchautorin und Produzentin Tara Butters verheiratet, die er bei der Arbeit an der Fernsehserie Law & Order kennenlernte. Die beiden leben gemeinsam mit zwei Töchtern in Los Angeles. Sein Bruder ist der Drehbuchautor Eric Guggenheim.

## Filmografie
- 2001: Practice – Die Anwälte (The Practice)
- 2003: Polizeibericht Los Angeles (Dragnet)
- 2001–2004: Law & Order
- 2004: Jack & Bobby
- 2005: CSI: Miami
- 2006: In Justice
- 2006–2007: Brothers & Sisters
- 2008–2009: Eli Stone
- 2009–2010: FlashForward
- 2010–2011: My Superhero Family (No Ordinary Family)
- 2011: Green Lantern (Film)
- 2012–2020: Arrow
- 2013: Percy Jackson – Im Bann des Zyklopen (Percy Jackson: Sea of Monsters, Film)
- 2016–2018: Trolljäger (Trollhunters)
- 2018–2019: 3 von oben (3Below)
- 2020: Die Zauberer (Wizards)
- 2021: Trolljäger: Das Erwachen der Titanen (Trollhunters: Rise of the Titans, Film)